# 韩国反华情绪
朝鲜有着长期反抗和服从中国帝国主义（主要是满洲国和蒙古王朝）的历史。在 19 世纪西方帝国主义开始之前，朝鲜一直是以中国为中心的东亚地区秩序的一部分。

## 历史
1931 年，朝鲜受日本帝国统治期间，满洲万宝山的中国和朝鲜农民之间发生了争执。日本和韩国媒体大肆报道此事，并利用其作为宣传手段来激化反华情绪。这起事件在朝鲜各地引发了一系列反华骚乱，从7 月 3 日的仁川开始，迅速蔓延到其他城市。中国消息来源估计，有 146 人死亡，546 人受伤，大量财产被毁。最严重的骚乱发生在 7 月 5 日的平壤。因此，有人认为日本对朝鲜的排华情绪产生了相当大的影响。
从 1950 年 10 月开始，人民志愿军在朝鲜战争（1950-1953 年）中站在朝鲜一边，与韩国和联合国部队作战。志愿军的参与使得韩国和中国的关系变得敌对。在整个冷战期间，资本主义的韩国和共产主义的中国之间一直没有正式关系，直到 1992 年 8 月 24 日，首尔和北京正式建立外交关系。
20 世纪 60 年代，韩国法律禁止外国人拥有房产，而当时大多数外国人的房产所有权都归华人所有，这导致大量华人从韩国移民到台湾。

## 近代历史
21 世纪初，朝鲜和中国都声称高句丽是其领土，围绕这一历史问题发生争端，导致两国关系紧张。
2002 年以来，韩国的反华情绪持续上升。皮尤全球态度研究项目的调查显示，韩国民众对中国的好感度从 2002 年的 66% 持续下降到 2008 年的 48%，而对中国的负面看法则从 2002 年的 31% 上升到 2008 年的 49%。东亚研究所的民意调查显示，对中国影响力的正面看法从 2005 年的 48.6% 下降到 2009 年的 38%，而对中国影响力的负面看法则从 2005 年的 46.7% 上升到 2008 年的 50%。
2008 年奥运会火炬传递首尔站期间，超过 6,000 名中国学生与抗议者发生冲突。中国示威者与当地集会抗议火炬传递的活动人士发生冲突，后者指责北京对脱北者的不友好对待以及该政权对西藏独立暴动的镇压。首尔市中心的这些暴力冲突导致韩国的反华情绪激起了对中国人民的极大愤慨。韩国法务部表示将惩罚所有此类示威者，无论国籍如何。韩国政府正在加强对中国学生的签证规定。
2017 年，随着韩国部署萨德系统，中韩关系进一步紧张，中国开始抵制韩国，韩国民众因北京方面采取经济报复措施的报道而产生了反华情绪（韓國部署薩德反導彈系統事件 ）。
中国科学院2018 年的一项研究显示，韩国反华情绪日益严重，大多数韩国人对美国持正面情绪，对中国持负面情绪。这与该研究所 2017 年的一项研究结果相矛盾，该研究认为，从长远来看，韩国将无法保持反美立场以应对中国和俄罗斯的报复。根据该研究，自 2013 年以来，这已成为韩国跨代际和跨政治的趋势，20 多岁的年轻一代对中国威胁的认知高于 60 多岁的老一代。该研究归纳了韩国反华情绪背后的三个因素，即冷战意识形态、民族主义和中国威胁论。根据其分析，反华情绪最早在2004 年的“东北工程”中开始上升，并在 2017 年的萨德冲突中急剧恶化。
首尔国立大学和平与统一研究所2018 年发布的一项民意调查显示，46% 的韩国人认为中国是对朝韩和平的最大威胁（朝鲜的比例为 33%）。这是自 2007 年调查开始以来，中国首次被视为比朝鲜更大的威胁。

## 文化敌意
2020 年 10 月 13 日，男子组合防弹少年团成员RM发表了关于朝鲜战争的演讲，他说韩国与美国有着共同的痛苦历史。中国媒体联合起来猛烈抨击防弹少年团，称其存在偏见并否认中国的贡献，中国网民呼吁抵制任何来自韩国和韩国人的东西，尽管当时中国与韩国交战。此后，韩国对中国的敌意加剧，韩国人指责中国夸大其词。

## 另请参阅
- 韩国反日情绪
- 中國反韓情緒
- 日本的反华情绪
- 美国的反华情绪